# Dendermonde Tripel
Dendermonde Tripel is een Belgisch abdijbier.
Het bier wordt sinds 1997 gebrouwen in Brouwerij De Block, te Peizegem-Merchtem in samenwerking met de Abdij van Dendermonde. Dit bier draagt het label Erkend Belgisch Abdijbier. Het is een goudgeel bier met een alcoholpercentage van 8%. Op het etiket staat de gestileerde abdijkerk met de twee torens. Daarin staat een silhouet van een lezende monnik. Onder de kerk staan twee golvende blauwe lijnen. Zij stellen de Schelde en de Dender voor; deze rivieren vloeien samen in Dendermonde. Op de achtergrond van het etiket staat een stuk muziekpartituur van Hildegard van Bingen. De abdij bezit een manuscript van haar.
Het bier is in verschillende landen verkrijgbaar.